# Teddy Buckner
John Edward "Teddy" Buckner (Sherman, Texas, 16 de julio de 1909 – Los Ángeles, California, 22 de septiembre de 1994) fue un trompetista norteamericano de jazz tradicional y swing. No debe confundirse con Ted Buckner, saxofonista que formó parte de la orquesta de Jimmie Lunceford.
Trasladado a California, aprendió allí a tocar la trompeta, debutando en 1924 con la banda de Buddy García. Tras tocar con diversas orquestas antes de permanecer una temporada en Shanghái (1934) con la big band de Buck Clayton. Después, de nuevo en California, tocará con Lionel Hampton (1936), Benny Carter, Cee Pee Johnson y Johnny Otis. En 1949 se incorpora a la banda de Kid Ory, permaneciendo en ella hasta 1954, cuando forma su propia banda de dixieland, además de tocar, y grabar, con músicos como Sidney Bechet.
Paralelamente, Buckner desarrolló una carrera cinematográfica como músico, compartiendo música y escena con un gran número de artistas. Como trompetista, estuvo muy influenciado por el estilo de Louis Armstrong, con un sonido potente, de articulación precisa y cálido.

## Filmografía
- King of Burlesque (Sidney Lanfield, 1935), con Fats Waller.
- Pennies from heaven (Norman McLeod, 1936), con Louis Armstrong.
- Panic in the streets  (Elia Kazan, 1950)
- Pete Kelly's Blues  (Jack Webb, 1955), con Ella Fitzgerald.
- The wild party  (Harry Horner, 1956)
- Saint Louis Blues  (Allen Reisner, 1958), con Nat King Cole.
- Hot, hot, sweet Charlotte (Robert Aldrich, 1964).
- Lady sings the blues  (Sidney J. Furie, 1972), con Diana Ross.